# جان هیثوی رید
جان هیثوی رید (انگلیسی: John H. Reed; ۵ ژانویهٔ ۱۹۲۱ – ۳۱ اکتبر ۲۰۱۲) سیاست‌مدار اهل ایالات متحده آمریکا بود.
وی فرماندار ایالت مین بود.